# Osvino José Both

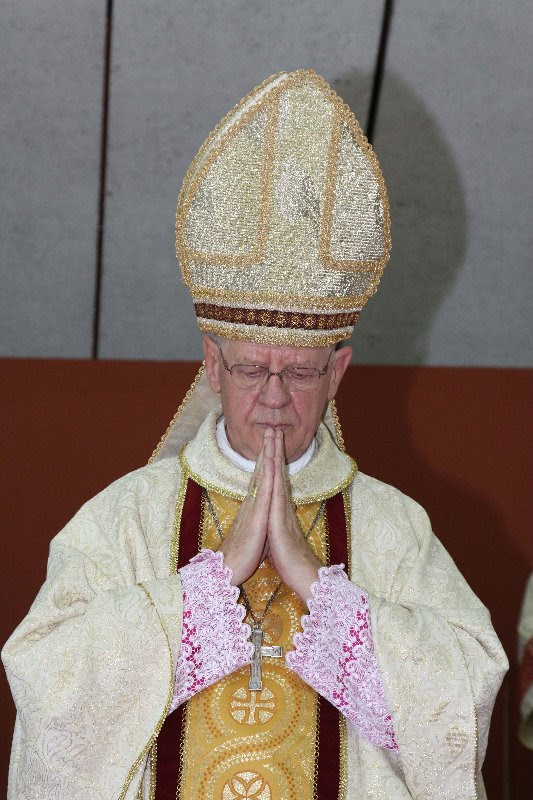
Osvino José Both

Osvino José Both (* 28. April 1938 in Três Arroios) ist ein brasilianischer Geistlicher und emeritierter Militärerzbischof von Brasilien.

## Leben
Osvino José Both empfing am 22. April 1967 die Priesterweihe für das Bistum Passo Fundo.
Papst Johannes Paul II. ernannte ihn am 26. Juni 1990 zum Weihbischof in Porto Alegre und Titularbischof von Cluentum. Der Erzbischof von Porto Alegre, João Cláudio Colling, spendete ihn am 2. September desselben Jahres die Bischofsweihe; Mitkonsekratoren waren Urbano José Allgayer, Bischof von Passo Fundo, und Laurindo Guizzardi CS, Bischof von Bagé. Als Wahlspruch wählte er FIAT VOLUNTAS TUA.
Am 22. November 1995 wurde er zum Bischof von Novo Hamburgo ernannt. Papst Benedikt XVI. ernannte ihn am 7. Juni 2006 zum Militärerzbischof von Brasilien.
Papst Franziskus nahm am 6. August 2014 seinen altersbedingten Rücktritt an.